# Pirajuba
Pirajuba este un oraș în Minas Gerais (MG), Brazilia.